# IC 279
IC 279 је спирална галаксија у сазвјежђу Ован која се налази на листи објеката дубоког неба у Индекс каталогу.
Деклинација објекта је + 16° 12' 33" а ректасцензија 3h 1m 12,2s. Привидна величина (магнитуда) објекта IC 279 износи 14,5 а фотографска магнитуда 15,2. IC 279 је још познат и под ознакама CGCG 463-45, PGC 11401.